# Sangu (fleuve)
Pour les articles homonymes, voir Sangu.
La Sangu est un fleuve de Birmanie et du Bangladesh qui prend sa source dans le nord de la chaîne de l'Arakan en Birmanie. Elle traverse la région des Chittagong Hill Tracts pour se jeter dans le golfe du Bengale après un cours de 270 km, dont 173 km en territoire bangladais. Elle est navigable sur 48 km depuis son estuaire.

## Faune
La Sangu est un des habitats d'une espèce de dauphin d'eau douce appelée « dauphin du Gange » ou platanista gangetica gangetica.

## Économie
Le champ de gaz naturel de Sangu est situé à environ 50 km au sud-ouest de la ville de Chittagong dans le golfe du Bengale.